# Nucinellidae
De Nucinellidae is een familie van tweekleppigen uit de orde Solemyoida.

## Geslachten
- Huxleyia A. Adams, 1860
- Nucinella S. V. Wood, 1851